# Пора дзвінкої спеки
Пора дзвінкої спеки — радянський художній фільм 1980 року, знятий кіностудією «Казахфільм».

## Сюжет
У самий розпал літніх робіт з'являється в аулі механік Жигер. Він молодий, непосидючий, що б не трапилося в селі — Жигер «тут як тут». Спочатку місцеві жителі вважають його «літуном», людиною несерйозною. Дівчина Аліма першою переконується в тому, що Жигер добрий, чесний і безкорисливий хлопець. І вона вірить в його любов…

## У ролях
- Сердеш Кажмуратов — Жигер
- Дімаш Ахімов — Аскербек
- Нурмухан Жантурін — Сулеймен
- Жанна Керімтаєва — Шолтан
- Кененбай Кожабеков — епізод
- Жанна Куанишева — Аліма
- Жумабай Медетбаєв — Ораз
- Шахан Мусін — Хайдаров
- Аміна Умурзакова — Жаміля
- Жексен Каїрлієв — Женісбек
- Ануарбек Молдабеков — Айдар
- Нурлан Єсімгалієв — епізод
- Султан Туралієв — епізод
- Байкенже Бельбаєв — епізод
- Гульзія Бельбаєва — дружина Моліка
- Хадіша Жиєнкулова — епізод
- Джамбул Худайбергенов — епізод
- Болат Калимбетов — епізод
- Ментай Утепбергенов — епізод

## Знімальна група
- Режисер — Амангельди Тажбаєв
- Сценарист — Карім Танаєв
- Оператор — Абільтай Кастеєв
- Композитор — Кенес Дуйсекеєв
- Художник — Юрій Вайншток